# William Williams (1er baronnet)
Pour les articles homonymes, voir William Williams (homonymie) et Williams.
William Williams, 1er baronnet, né vers 1634 et mort à Londres le 10 juillet 1700, est un homme politique et avocat gallois du royaume d'Angleterre.

## Biographie
Il est issu d'une famille de la petite gentry de l'île d'Anglesey au pays de Galles. Son père, chapelain de l'évêque de Bangor, prend parti pour les royalistes durant la guerre civile anglaise des années 1640. William Williams étudie au Jesus College de l'université d'Oxford, puis étudie le droit à Gray's Inn et est appelé au barreau en 1658. En 1667 il devient recorder (juge) de la ville de Chester. Il se présente sans succès comme candidat d'opposition au gouvernement à une élection législative partielle dans cette ville en 1673, avant d'en être élu député via une nouvelle élection partielle en juin 1675. À la Chambre des communes du Parlement d'Angleterre, il est membre du « parti du pays », association informelle de députés opposés au « parti de la Cour », celui du gouvernement de Thomas Osborne, comte de Danby et du roi Charles II. Député très actif, il prend souvent la parole, participe à de nombreuses commissions parlementaires et en préside plusieurs. Il accuse le gouvernement de manquer de transparence dans la dépense du budget accordé par le Parlement, et appelle les députés à être exigeants en la matière. En 1677 il accuse le président de la Chambre, Edward Seymour, d'avoir « bâillonné » la Chambre des communes à quatre reprises en ajournant les sessions à la demande du gouvernement et sans vote des députés. En novembre 1687 il préside la commission parlementaire qui se prononce pour la destitution du comte de Danby, accusé de corruption et d'avoir institué en Angleterre une armée sous le prétexte de préparatifs de guerre contre la France. Le roi Charles II dissout le parlement avant que cette demande de destitution ne puisse être examinée par la Chambre des lords.
William Williams est réélu député de Chester aux parlements de 1679 puis de 1680. Membre du parti whig en train de se constituer à partir du « parti du pays », il prend la parole pour défendre le droit des députés à choisir leur propre président (Edward Seymour, auquel le roi est opposé), mais ne prend pas part aux tentatives de la Chambre d'exclure le prince Jacques, catholique, de la succession au trône. Il se prononce pour la dissolution de l'armée assemblée par le gouvernement du roi et perçue avec inquiétude par le Parlement. Il est élu à l'unanimité des députés pour présider la Chambre pour le parlement qui s'assemble en octobre 1680. Il est le premier Gallois à occuper cette fonction. Il est réélu à la fois député de Chester et président de la Chambre pour le bref parlement qui siège du 21 au 28 mars 1681, dissout par Charles pour empêcher une nouvelle fois l'adoption d'une proposition de loi d'exclusion à l'encontre de Jacques.
En 1685 il est élu député de la ville galloise de Montgomery et des bourgs attenants, mais son élection est invalidée pour vice de procédure, certains électeurs n'ayant pas pu voter. Il ne siège donc pas à l'unique parlement du règne de Jacques II. En décembre 1687, le roi le nomme solliciteur général, fonction qu'il conserve jusqu'au renversement de Jacques lors de la Glorieuse Révolution en 1689. Jacques le fait chevalier en décembre 1687 puis baronnet en juillet 1688. Étant ainsi perçu comme un proche du roi, il subit des vitres brisées à son cabinet d'avocat lors de la Révolution. Il siège pour Beaumaris, ville de son île natale d'Anglesey, au parlements de 1689 et de 1695, n'étant pas membre de celui de 1690 car battu à l'élection. Le nouveau couple royal, Marie II et Guillaume III, le nomme Conseiller du roi (King's Counsel), titre judiciaire honorifique pour compenser la perte de son poste de solliciteur général.  Ayant refusé d'affirmer explicitement que le règne de Guillaume est « juste et légal », il est toutefois destitué de ce titre en 1696.
Bien que défendant toujours des principes whigs, il apparaît à cette date comme un député d'opposition. Il est de ceux qui souhaitent permettre à la Chambre d'examiner l'« état de la nation » avant de voter un budget au gouvernement. En novembre 1696 il vote avec les députés tories contre le bill d'attainder qui condamne à mort sans procès, par acte législatif, le conspirateur jacobite John Fenwick. Il met un terme à sa carrière politique en 1698 et soutient le candidat tory dans son ancienne circonscription de Chester aux élections législatives cette année-là. Il poursuit néanmoins sa carrière d'avocat, et meurt dans les locaux de Gray's Inn en juillet 1700. Il est inhumé à Llansilin, village du Montgomeryshire au pays de Galles. Son fils et son petit-fils, Sir William Williams (2d baronnet) et Sir Watkin Williams-Wynn (3e baronnet), siègent tous deux comme députés tories du Parlement de Grande-Bretagne au XVIIIe siècle.